# Cossaye
Cossaye je obec v departementu Nièvre ve střední Francii.

## Demografie
Počet obyvatel